# Napoleon III broen
Napoleon III broen er en bro, der spænder over Var floden og forbinder Nice med Saint-Laurent-du-Var ad route métropolitaine 6007 (den tidligere route nationale 7, senere route départementale 6007).

## Histoire
Fra 1388 til 1860, markerede broen grænsen mellem Hertugdømmet Savoyen (der senere blev til Kongeriget Sardinien) og Grevskabet Provence, der i 1481 blev annekteret af Frankrig.
Udover flere franske invasioner af Grevskabet Nice, forblev broen grænsen indtil 1860, da den blev opkaldt efter Napoléon III, som da lykkedes med at overtage Grevskabet Nice fra Huset Savoyen.